# Puchar Świata w narciarstwie dowolnym 1979/1980
Puchar Świata w narciarstwie dowolnym 1979/1980 rozpoczął się 7 stycznia 1980 w amerykańskim Poconos, a zakończył 30 marca 1980 w kanadyjskim Whistler. Była to pierwsza edycja Pucharu Świata w narciarstwie dowolnym.
Puchar Świata rozegrany został w 4 krajach i 4 miastach na 2 kontynentach. Najwięcej zawodów odbyło się w Poconos, po 8 dla mężczyzn i kobiet.

## Konkurencje
- AE = skoki akrobatyczne
- MO = jazda po muldach
- BA = balet narciarski
- KB = kombinacja

## Mężczyźni

### Kalendarz i wyniki
| Lp  | Data             | Miejsce  | Konkurencja | Zwycięzca       | 2. miejsce       | 3. miejsce         |
| 1.  | 7 stycznia 1980  | Poconos  | MO          | Greg Athans     | Nano Pourtier    | Steve Rezendes     |
| 2.  | 8 stycznia 1980  | Poconos  | MO          | Greg Athans     | Nano Pourtier    | Stuart O'Brein     |
| 3.  | 9 stycznia 1980  | Poconos  | BA          | Bob Howard      | Bob Turgeon      | Scott Brooksbank   |
| 4.  | 10 stycznia 1980 | Poconos  | BA          | Bob Howard      | Greg Athans      | Frank Beddor       |
| 5.  | 11 stycznia 1980 | Poconos  | AE          | John Eaves      | Freddy Wirth     | Jean Corriveau     |
| 6.  | 11 stycznia 1980 | Poconos  | KB          | Greg Athans     | Scott Brooksbank | Rick Bowie         |
| 7.  | 12 stycznia 1980 | Poconos  | AE          | Craig Clow      | John Eaves       | Mike Nemesvary     |
| 8.  | 12 stycznia 1980 | Poconos  | KB          | Greg Athans     | Frank Beddor     | Scott Brooksbank   |
| 9.  | 1 marca 1980     | Oberjoch | BA          | Bob Howard      | Ernst Garhammer  | Hermann Reitberger |
| 10. | 2 marca 1980     | Oberjoch | MO          | Sigi Innauer    | Nano Pourtier    | Bill Keenan        |
| 11. | 2 marca 1980     | Oberjoch | AE          | Freddy Wirth    | Jeff Chumas      | John Eaves         |
| 12. | 2 marca 1980     | Oberjoch | KB          | Frank Beddor    | John Eaves       | Greg Athans        |
| 13. | 12 marca 1980    | Tignes   | MO          | Franz Garhammer | Frank Beddor     | Bruce Bolesky      |
| 14. | 13 marca 1980    | Tignes   | BA          | Bob Howard      | Ian Edmondson    | Scott Brooksbank   |
| 15. | 15 marca 1980    | Tignes   | AE          | Jean Corriveau  | John Eaves       | Dominique LaRoche  |
| 16. | 15 marca 1980    | Tignes   | KB          | Greg Athans     | Rick Bowie       | Scott Brooksbank   |
| 17. | 28 marca 1980    | Whistler | MO          | Sigi Innauer    | Franz Garhammer  | Scott Brooksbank   |
| 18. | 29 marca 1980    | Whistler | BA          | Bob Howard      | Ernst Garhammer  | Bruce Bolesky      |
| 19. | 30 marca 1980    | Whistler | AE          | Craig Clow      | Jean Corriveau   | Rick Bowie         |
| 20. | 30 marca 1980    | Whistler | KB          | Murray Cluff    | Rick Bowie       | John Eaves         |

### Klasyfikacje
| Lp. | Zawodnik         | Punkty |
| --- | ---------------- | ------ |
| 1.  | Greg Athans      | 270    |
| 2.  | Scott Brooksbank | 228    |
| 3.  | Rick Bowie       | 227    |
| 4.  | Frank Beddor     | 222    |
| 5.  | John Eaves       | 202    |
| 6.  | Franz Garhammer  | 173    |
| 7.  | Murray Cluff     | 166    |
| 8.  | Steve Rezendes   | 163    |
| 9.  | Peter Judge      | 149    |
| 10. | Bruce Bolesky    | 140    |

| Lp. | Zawodnik          | Punkty |
| --- | ----------------- | ------ |
| 1.  | John Eaves        | 96     |
| 2.  | Jean Corriveau    | 91     |
| 3.  | Mike Nemesvary    | 85     |
| 4.  | Freddy Wirth      | 83     |
| 5.  | Rick Bowie        | 80     |
| 5.  | Dominique LaRoche | 80     |
| 7.  | Kevin Dunn        | 74     |
| 8.  | Craig Clow        | 64     |
| 9.  | Michael Fischmann | 63     |
| 10. | Bruce Eaves       | 61     |

| Lp. | Zawodnik        | Punkty |
| --- | --------------- | ------ |
| 1.  | Greg Athans     | 93     |
| 2.  | Bill Keenan     | 82     |
| 3.  | Sigi Innauer    | 72     |
| 3.  | Nano Pourtier   | 72     |
| 5.  | Craig Sabina    | 66     |
| 6.  | Frank Beddor    | 65     |
| 7.  | Murray Cluff    | 61     |
| 8.  | Steve Rezendes  | 60     |
| 9.  | Franz Garhammer | 58     |
| 10. | Bruce Bolesky   | 57     |

| Lp. | Zawodnik             | Punkty |
| --- | -------------------- | ------ |
| 1.  | Bob Howard           | 100    |
| 2.  | Ernst Garhammer      | 92     |
| 3.  | Lance Lana           | 82     |
| 4.  | Steve Rechtschaffner | 78     |
| 5.  | Ian Edmondson        | 77     |
| 6.  | Greg Athans          | 74     |
| 7.  | Scott Brooksbank     | 73     |
| 8.  | Frank Beddor         | 71     |
| 9.  | Randy Bartsch        | 62     |
| 10. | Franz Garhammer      | 60     |

| Lp. | Zawodnik         | Punkty |
| --- | ---------------- | ------ |
| 1.  | Greg Athans      | 58     |
| 2.  | Rick Bowie       | 52     |
| 2.  | Scott Brooksbank | 52     |
| 4.  | Frank Beddor     | 40     |
| 4.  | Murray Cluff     | 40     |
| 6.  | Franz Garhammer  | 35     |
| 7.  | John Eaves       | 33     |
| 8.  | Bruce Bolesky    | 31     |
| 9.  | Peter Judge      | 28     |
| 10. | Steve Rezendes   | 26     |

## Kobiety

### Kalendarz i wyniki
| Lp  | Data             | Miejsce  | Konkurencja | Zwyciężczyni    | 2. miejsce      | 3. miejsce      |
| 1.  | 7 stycznia 1980  | Poconos  | MO          | Kay Kucera      | Lisa Downing    | Hedy Garhammer  |
| 2.  | 8 stycznia 1980  | Poconos  | MO          | Hilary Engish   | Stéphanie Sloan | Hedy Garhammer  |
| 3.  | 9 stycznia 1980  | Poconos  | BA          | Jan Bucher      | Stéphanie Sloan | Susi Schmidl    |
| 4.  | 10 stycznia 1980 | Poconos  | BA          | Jan Bucher      | Stéphanie Sloan | Christine Rossi |
| 5.  | 11 stycznia 1980 | Poconos  | AE          | Brak danych     | Stéphanie Sloan | Lauralee Bowie  |
| 6.  | 11 stycznia 1980 | Poconos  | KB          | Stéphanie Sloan | Lauralee Bowie  | Renée Lee Smith |
| 7.  | 12 stycznia 1980 | Poconos  | AE          | Renée Lee Smith | Stéphanie Sloan | Lisa Downing    |
| 8.  | 12 stycznia 1980 | Poconos  | KB          | Stéphanie Sloan | Renée Lee Smith | Lauralee Bowie  |
| 9.  | 1 marca 1980     | Oberjoch | BA          | Jan Bucher      | Christine Rossi | Brak danych     |
| 10. | 2 marca 1980     | Oberjoch | MO          | Hilary Engish   | Erika Gallizzi  | Stéphanie Sloan |
| 11. | 2 marca 1980     | Oberjoch | AE          | Lauralee Bowie  | Brak danych     | Mary Beddor     |
| 12. | 2 marca 1980     | Oberjoch | KB          | Stéphanie Sloan | Brak danych     | Janice Reid     |
| 13. | 12 marca 1980    | Tignes   | MO          | Kay Kucera      | Stéphanie Sloan | Brak danych     |
| 14. | 13 marca 1980    | Tignes   | BA          | Jan Bucher      | Christine Rossi | Brak danych     |
| 15. | 15 marca 1980    | Tignes   | AE          | Mary Beddor     | John Eaves      | Brak danych     |
| 16. | 15 marca 1980    | Tignes   | KB          | Brak danych     | Brak danych     | Janice Reid     |
| 17. | 28 marca 1980    | Whistler | MO          | Hilary Engish   | Kay Kucera      | Stéphanie Sloan |
| 18. | 29 marca 1980    | Whistler | BA          | Jan Bucher      | Christine Rossi | Brak danych     |
| 19. | 30 marca 1980    | Whistler | AE          | Lauralee Bowie  | Renée Lee Smith | Mary Beddor     |
| 20. | 30 marca 1980    | Whistler | KB          | Brak danych     | Lauralee Bowie  | Stéphanie Sloan |

### Klasyfikacje
| Lp. | Zawodniczka     | Punkty |
| --- | --------------- | ------ |
| 1.  | Stéphanie Sloan | 82     |
| 2.  | Lauralee Bowie  | 58     |
| 3.  | Hedy Garhammer  | 55     |
| 4.  | Susi Schmidl    | 44     |
| 5.  | Renée Lee Smith | 39     |
| 6.  | Janice Reid     | 33     |
| 7.  | Jan Bucher      | 32     |
| 8.  | Lisa Downing    | 30     |
| 9.  | Hilary Engish   | 29     |
| 10. | Kay Kucera      | 26     |
| 10. | Christine Rossi | 26     |

| Lp. | Zawodniczka     | Punkty |
| --- | --------------- | ------ |
| 1.  | Lauralee Bowie  | 29     |
| 2.  | Susi Schmidl    | 26     |
| 3.  | Mary Beddor     | 20     |
| 4.  | Stéphanie Sloan | 19     |
| 5.  | Renée Lee Smith | 18     |
| 5.  | Lisa Downing    | 18     |
| 7.  | Janice Reid     | 11     |
| 8.  | Sue Boyd        | 10     |
| 9.  | Hedy Garhammer  | 8      |
| 10. | Linda Lemieux   | 7      |

| Lp. | Zawodniczka     | Punkty |
| --- | --------------- | ------ |
| 1.  | Hilary Engish   | 29     |
| 2.  | Kay Kucera      | 26     |
| 2.  | Stéphanie Sloan | 26     |
| 4.  | Hedy Garhammer  | 17     |
| 5.  | Lisa Downing    | 10     |
| 6.  | Susi Schmidl    | 9      |
| 6.  | Renée Lee Smith | 9      |
| 8.  | Erika Gallizzi  | 7      |
| 8.  | Greta Pauslen   | 7      |
| 8.  | Janice Reid     | 7      |

| Lp. | Zawodniczka     | Punkty |
| --- | --------------- | ------ |
| 1.  | Jan Bucher      | 32     |
| 2.  | Christine Rossi | 26     |
| 3.  | Jutta Pöllein   | 21     |
| 4.  | Stéphanie Sloan | 19     |
| 5.  | Hedy Garhammer  | 17     |
| 6.  | Kathy Wagner    | 15     |
| 7.  | Lauralee Bowie  | 10     |
| 8.  | Janice Reid     | 7      |
| 9.  | Monika Fügmann  | 6      |
| 9.  | Sue Boyd        | 6      |

| Lp. | Zawodniczka     | Punkty |
| --- | --------------- | ------ |
| 1.  | Stéphanie Sloan | 18     |
| 2.  | Lauralee Bowie  | 13     |
| 2.  | Hedy Garhammer  | 13     |
| 4.  | Susi Schmidl    | 9      |
| 5.  | Janice Reid     | 8      |
| 6.  | Renée Lee Smith | 7      |
| 7.  | Lisa Downing    | 2      |
| 7.  | Sue Boyd        | 2      |
| 9.  | Jutta Pöllein   | 1      |
| 9.  | Kathy Wagner    | 1      |